# Aquilegia bertolonii
Aquilegia bertolonii är en ranunkelväxtart som beskrevs av Heinrich Wilhelm Schott. Aquilegia bertolonii ingår i släktet aklejor, och familjen ranunkelväxter. Inga underarter finns listade i Catalogue of Life.

## Bildgalleri

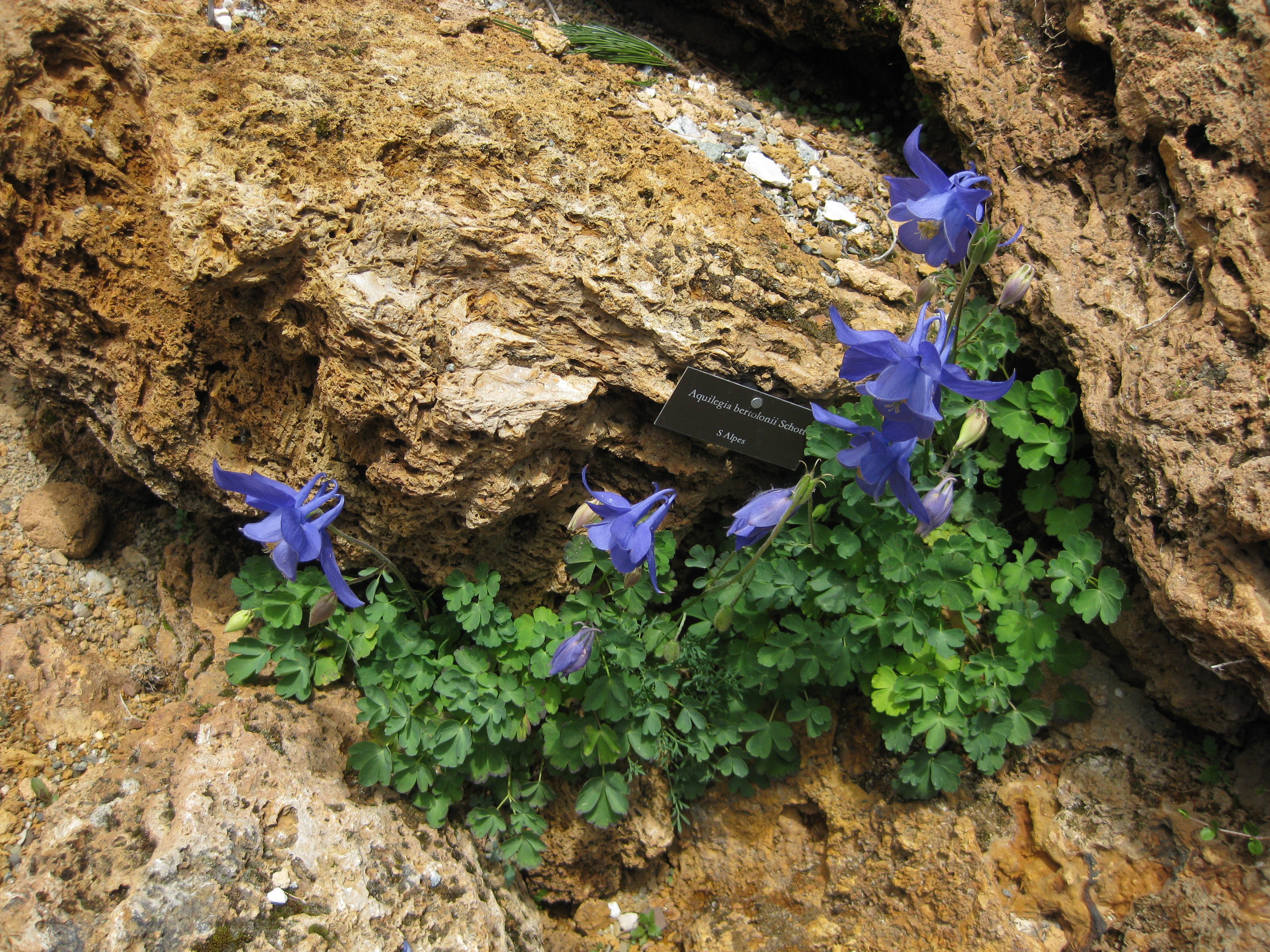
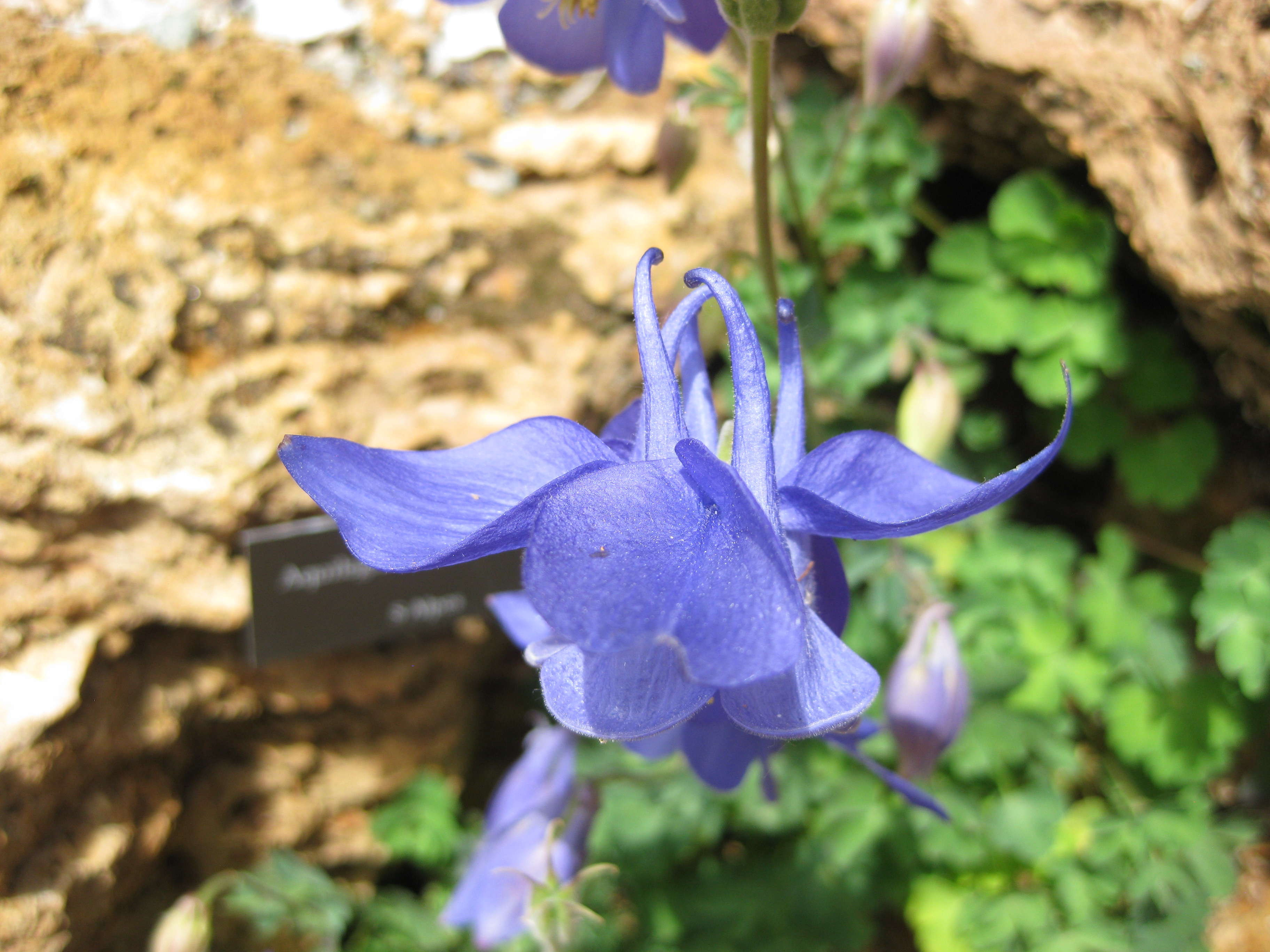
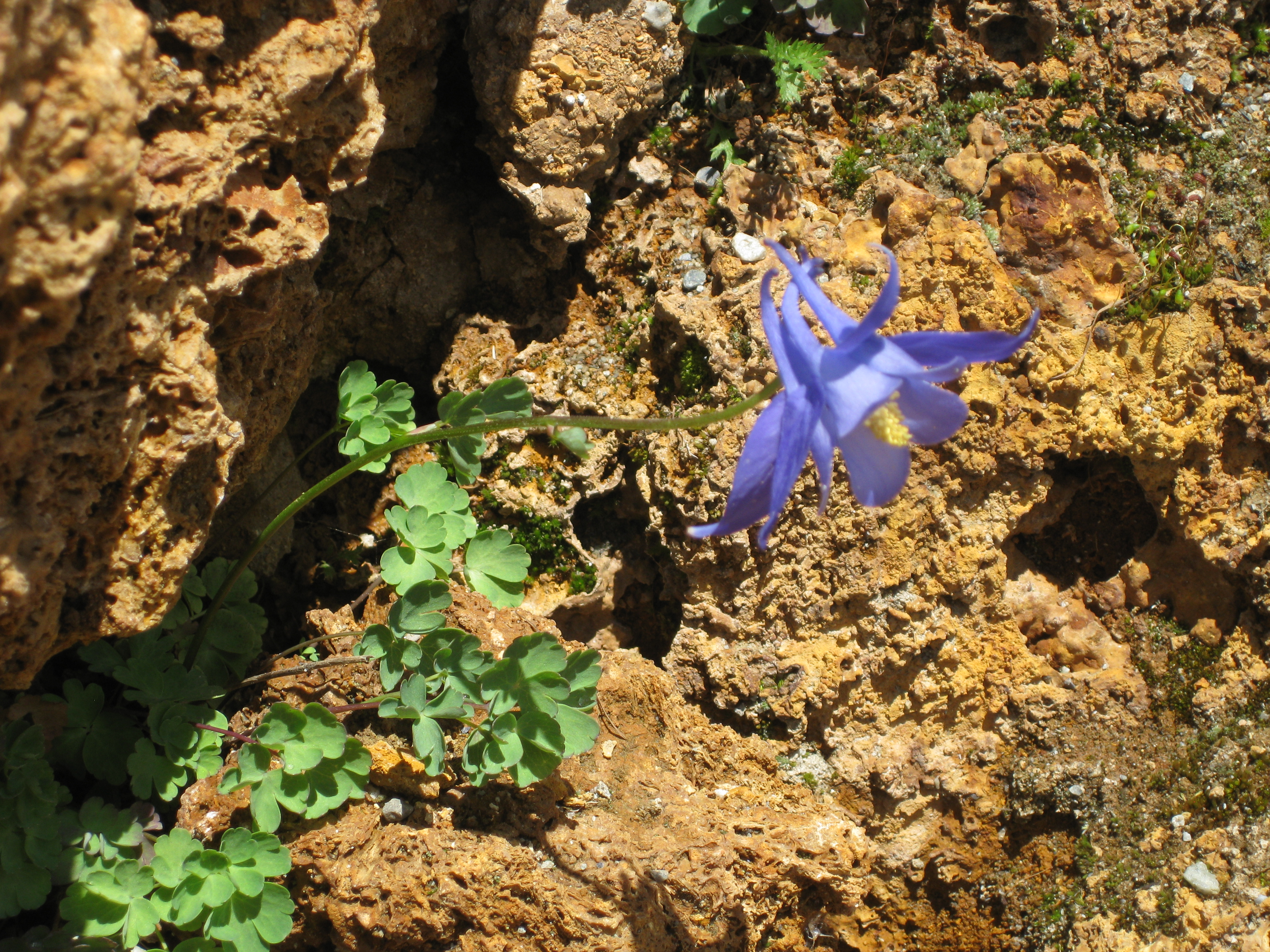